# Syndrome post-référendaire
Le syndrome (ou dépression) post-référendaire désigne une série de transformations économiques, culturelles et sociales dans la société québécoise qui ont accompagné les échecs successifs de l'option souverainiste aux référendums de 1980, mais plus particulièrement après celui de 1995.
Le syndrome serait caractérisé par une montée de l'individualisme, l'émergence d'un capitalisme québécois francophone surnommé Québec Inc. et du libéralisme économique. Dans le domaine culturel, il s'est manifesté au début des années 1980 par une désaffection pour la chanson québécoise et l'adoption des tendances continentales. Dans le domaine social, il serait partiellement responsable du taux de suicide élevé chez les jeunes hommes et de la chute du taux de natalité.